# Антоновка (Тепликский район)
Анто́новка (укр. Антонівка) — село на Украине, находится в Тепликском районе Винницкой области.
Код КОАТУУ — 0523786402. Население по переписи 2001 года составляет 407 человек. Почтовый индекс — 23821. Телефонный код — 4353.
Занимает площадь 0,159 км².

## Адрес местного совета
23820, Винницкая область, Теплицкий р-н, с. Соболевка, ул. Суворова, 24